# Mentzelia shultziorum
Mentzelia shultziorum är en brännreveväxtart som beskrevs av B.A. Prigge. Mentzelia shultziorum ingår i släktet Mentzelia och familjen brännreveväxter. Inga underarter finns listade i Catalogue of Life.